# Austrocarabodes spathulatus
Austrocarabodes spathulatus är en kvalsterart som beskrevs av Sandór Mahunka 1978. Austrocarabodes spathulatus ingår i släktet Austrocarabodes och familjen Carabodidae. Inga underarter finns listade.